# گابریل پوه

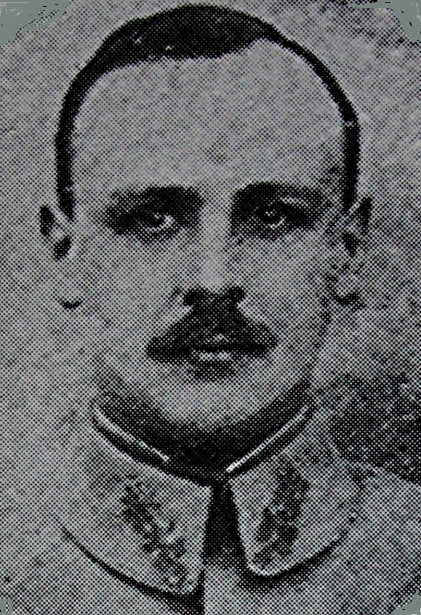
گابریل پوه، سیاست‌مدار و دیپلمات اسبق فرانسوی

گابریل پوه (به فرانسوی: Gabriel Puaux)، سیاست‌مدار و دیپلومات فرانسوی بود. او در پاریس به تاریخ ۱۹ مه ۱۸۸۳م متولد شد و در اتریش، اول ژانویه سال ۱۹۷۰م درگذشت.

## زندگی
مدرک کارشناسی، اضافه بر مدرک تحصیلات تکمیلی در حقوق کسب کرد. سال ۱۹۰۸م سفیر فرانسه در برن سوئیس شد. پس از آن سفیر فرانسه در تونس از ۱۹۰۷ تا ۱۹۱۲ شد. پس از آن زمانی را در نیروی زمینی فرانسه و چند مدال دریافت کرد و سپس به تونس بازگشت و از زمان بین ۱۹۱۹ تا ۱۹۲۲ دبیر کل دولت فرانسه در آنجا شد.

وی منصب مستشار فرانسه (سفیر) در لیتوانی، رومانی و اتریش بر عهده گرفت. همچنین وی در تاریخ ۲۲ اکتبر ۱۹۳۸م تا ۱۹۴۰م، کمیسر عالی فرانسه در سوریه و لبنان بود. در ژوئن سال ۱۹۴۳، مقیم کل مراکش شد و تا مارس ۱۹۴۶ این مقام را حفظ کرد.

در سنا فرانسه، نمایند مردم فرانسه مقیم تونس از تاریخ ۲۹ مه ۱۹۵۲م تا ۲۶ آوریل ۱۹۵۹م بود. وی به عنوان عضو در فرهنگستان علوم اخلاقی و سیاسی فرانسه در سال ۱۹۵۱ انتخاب شد.